# Меримак (река)
Меримак (енгл. Merrimack River) је река која протиче кроз САД. Дуга је 188 km. Протиче кроз америчке савезне државе Њу Хемпшир и Масачусетс. Улива се у Атлантски океан.